# Хисар (Щип)
Хисар, още Щипската крепост или Щипската твърдина (на македонска литературна норма: Штипска тврдина, Исар), е средновековна крепост в град Щип, Северна Македония.

## Местоположение
Намира се в западната част на града на едноименния скалист хълм Хисар, висок 150 или 120 m над коритото на Отиня. Хълмът има стръмни склонове, от запад е обкръжен от коритото на река Брегалница, а от юг от коритото на Отиня. Местоположението и височината на крепостта позволяват видимост и контрол на входа и изхода на града. На самия връх има неравно плато, издължено в посока север-юг, оградено с останки от основи на крепостна стена, доста добре запазена, на места висока 12 - 19 m, с няколко отбранителни кули. Сред вградения строителен материал се забелязват фрагменти от бели мраморни римски архитектурни елементи от античния град Астибо, който лежал непосредствено в подножието на хълма, в днешния квартал Стар конак. В долната част на склоновете на Хисаря има три църкви - на източния „Свети Архангел Михаил“, на южния „Свети Йоан Кръстител“ и на северния руините на „Свети Власий“. Останките от средновековното селище са на североизточния склон, вляво от църквата „Свети Архангел Михаил“. Намерените фрагменти от керамични съдове говорят, че Хисарят е използван за отбранителни цели много по-рано, в ранната античност, а може би и в желязната епоха.

## История
Според досегашните проучвания, се предполага, че крепостта е била построена през Ранното средновековие за отбранителните и стратегически нужди на града, който е лежал в подножието ѝ. Държавните и политическите промени са се отразили и върху архитектурата на крепостта. На отделни места се виждат разрушения, ремонти или постройка. След появата на огненстрелните оръжие тя е била изоставена, също както и повечето крепости в Македония.

### Античност
Стратегическото положение на Хисар е забелязано още от римляните. Топонимът Астибос е споменат в многобройни каменни надписи от II – VI век. От тези векове датира и голям тунел, пробит през гранитните скали от върха на Хисаря до западното му подножие, на нивото на Брегалница. В източното подножие на Хисаря са регистрирани остатъци от раннохристиянска базилика с капители от VI век. В местността Суитлак, в югоизточната част на Щип, от другата страна на Отиня, има остатъци от римски акведукт – зидарията и керамичните тръби, през които се е спускала водата, са от късноантичен вид. Крепостни стени от късноантичния кастел не са запазени на Хисаря. Единствено запазени са на места следи от късноантични къщи.

### Средновековие
От споменатата в началото на XI век Самуилова крепост, фрурион Щип, няма остатъци. Крепостта, която днес се намира на Хисаря, е от XIV век. Зидовете ѝ са изградени плочковидно, заляти с много хоросан и са широки едва 1,3 m. Отделни части са по-масивни – челото на главната кула е 2,2 m, а западният зид на двореца е 2,65 m. Зидовете са укрепени с многобройни дървени греди по дължина и напречно (сантрач).
Крепостта има две части, които са обградени с отделни стенни пояси – замък и цвингер.
Крепостта е на най-високата част на рида и заема пространство, дълго 106 и широко 20 m. Замъкът е изграден по единен план. Западният зид е на ръба на стръмния склон. Южната му половина е широка 1,5 m и на него са се подпирали отвътре помощните сгради. Северната половина на зида е много масивна – широка е 2,65 m и на нея отвътре се е подпирал дворецът. Низ дупки от големи греди показват, че дворецът е имал сутерен и най-малко един или два етажа. Северният дял на замъчното пространство завършва с триъгълна кула, която днес е разрушена. В северния и в южния дял на замъчното пространство има две, издълбани в скалата цистерни за дъждовна вода. Цистерните са с размери около 4 х 5 и 4 х 8,7 m. Северната вероятно е по-стара – от късноантично време.
В средата на източния зид е разположена главната кула – донжон, с размери 9,8 х 8 m и висока днес 12 m. От южната ѝ страна е имало порта, а на северната страна е подпряна стражницата за вътрешната порта, през която се е влизало от предния двор в този на двореца.
Цвингерът – стопанската част на замъка, е от същото време, както и замъкът – XIV век. Разположен е в склоновете северно, източно и южно от двореца, на площ от 250 на 50 m в северния дял и 60 m в южния. Стената е запазена главно около южната част на това пространство. В средата на източния зид се вижда порта, която е водила към подградието. На югозападния зид, там където той се опира на стената на замъка, има втора порта.
Ограденото пространство е с площ над 1 ha. В него били разположени помещенията за слугите, стражата, работилниците, конюшните и другите стопански обекти. По време на война тук се укривали жителите на подградието, което е разположено в източното подножие на Хисаря. В северната му част е добре запазена църквата „Свети Архангел Михаил“.

### Политическа история
В 1014 година император Василий II, по време на войната си срещу българския цар Самуил, завзема крепостта Щип (φρούριον Στυπείον). В 1282 година областта попада в територията на Сърбия, но градът не е споменат поименно.
При управлението на цар Стефан Душан Щип е споменат много пъти – в 1332 година подградието Щипско, след това в 1355 година „Град Щип и амбория“ и „кефалия щипски“. Църквите са изградени в реда „Свети Архангел Михаил“, „Свети Йоан Кръстител“, „Свети Власий“, „Свети Никола“, „Свети Спас“. За всички тях има запазени грамоти или са известни ктиторите и строителите им. Очевидно сърбите обновяват византийската твърдина.
Вероятно Щип е седалище на деспот Йоан Оливер, тъй като твърдината не е обикновена военна крепост, а е монументална резиденция – замък с дворец на владетел, който изградил споменатите църкви, подобна на които по качество е единствено църквата на Лесновския манастир, също дело на Йоан Оливер. Оливер е наследен от Константин Деян.
Турците завладяват града в 1385 година, според Франц Бабингер, и в следващите два века на Хисаря има военен лагер. В 1530 година в лагера има 17 войници, а в 1573 година - 11. В своите пътеписи от XVII век Хаджи Калфа и Евлия Челеби казват, че Щипската крепост е вече запусната.